# Charlottenburg-Wilmersdorf
Charlottenburg-Wilmersdorf is een van de districten (Verwaltungsbezirke) van de Duitse hoofdstad Berlijn. Charlottenburg-Wilmersdorf omvat onder meer het westelijke centrum van Berlijn, met onder andere de Kurfürstendamm. Het district ontstond bij de bestuurlijke hervorming in 2001 als fusie van de districten Charlottenburg en Wilmersdorf. Het district is deels gelegen in de Teltow.
Charlottenburg-Wilmersdorf omvat de stadsdelen Charlottenburg, Charlottenburg-Nord, Grunewald, Halensee, Schmargendorf, Westend en Wilmersdorf.
Charlottenburg-Wilmersdorf omvat een van de stadscentra van Berlijn, het belangrijkste van het westelijk deel van de stad. De Kurfürstendamm en omgeving bieden winkelend publiek zeer veel mogelijkheden. Ook is er een belangrijke concentratie van uitgaansgelegenheden in deze wijk.
Het zuidelijker gelegen stadsdeel Wilmersdorf is met name van belang als woonwijk.

## Sport en recreatie
- In dit district ligt het Olympiastadion, thuisbasis van de voetbalclub Hertha BSC.
- Dwars door dit stadsdeel loopt de Europese wandelroute E11. De E11 loopt van Den Haag (Scheveningen) naar het oosten, tot Tallinn.
- In de wijk Grunewald bevindt zich het Steffi Graf tennis stadion; tot 2008 de locatie voor de WTA Berlijn.

## Politiek
Samenstelling districtsraad
Charlottenburg-Wilmersdorf · 
Friedrichshain-Kreuzberg ·
Lichtenberg ·
Marzahn-Hellersdorf ·
Mitte ·
Neukölln ·
Pankow ·
Reinickendorf ·
Spandau ·
Steglitz-Zehlendorf ·
Tempelhof-Schöneberg ·
Treptow-Köpenick